# Pirata soukupi
Pirata soukupi là một loài nhện trong họ Lycosidae.
Loài này thuộc chi Pirata. Pirata soukupi được Cândido Firmino de Mello-Leitão miêu tả năm 1942.